# Cinquefrondi
Cinquefrondi ist eine süditalienische Gemeinde (comune) mit 6242 Einwohnern (Stand 31. Dezember 2023) in der Metropolitanstadt Reggio Calabria in Kalabrien. Die Gemeinde liegt etwa 52 Kilometer nordöstlich von Reggio Calabria und etwa 28 Kilometer südlich von Vibo Valentia und ist Teil des Parco Nazionale dell'Aspromonte. Daneben ist Cinquefrondi Mitglied in der Piana di Gioia Tauro.

## Geschichte
Nicht auszuschließen ist, dass die Ursprünge der Gemeinde auf eine griechische Kolonie in Magna Graecia zurückgehen.

## Verkehr
Durch die Gemeinde führen die Strada Statale 281 del Passo di Limina, die Strada Statale 536 di Acquaro und die Strada Statale 682 Jonio-Tirreno. Cinquefrondi ist Endstation der Schmalspurbahnstrecke von Gioia Tauro kommend.

## Persönlichkeiten
- Giovanni Marra (1931–2018), römisch-katholischer Geistlicher, Erzbischof von Messina-Lipari-Santa Lucia del Mela 1997–2006